# Persona 3 The Movie: Chapter 3, Falling Down
Persona 3 The Movie: Chapter 3, Falling Down (劇場版「ペルソナ3」第3章 Gekijōban Perusona 3 Dai San Shō?) är en kommande film som produceras av Anime International Company och distribueras av Aniplex. Detta är den tredje filmen i filmserien som baseras på TV-spelet Shin Megami Tensei: Persona 3 från 2006.
Filmen tillkännagavs i slutet på föregångaren Midsummer Knight's Dream och hade premiär den 4 april 2015 på japansk bio.
I slutet på filmen offentliggjordes den fjärde och sista filmen i filmserien.

## Utgivning
Filmen gavs ut på DVD den 20 januari 2016 tillsammans med bl.a. konceptgrafik från de tidigare filmerna samt filmens soundtrack.

## Soundtrack
Filmens soundtrack släpptes i samband med konserten "Persona Super Live 2015 in Nippon Budokan: Night of the Phantom" i Japan den 5 februari 2015, där sångarna som medverkar i musiken från Persona 3 och 4 uppträdde.
Alla låtar är komponerade av Shōji Meguro.
| 1.           | Light in Starless Sky                         | Yumi Kawamura, Lotus Juice | 4:10  |
| 2.           | Sakerarenu Tatakai -Power Mix-                |                            | 4:56  |
| 3.           | Living With Determination -Mellow Velvet Mix- |                            | 4:41  |
| 4.           | Light in Starless Sky -Karaoke Ver.-          |                            | 4:09  |
| Total längd: | Total längd:                                  | Total längd:               | 17:56 |

### Trailers
- Trailer på Youtube (japanska)